# GJB2
GJB2 (англ. Gap junction protein beta 2) – білок, який кодується однойменним геном, розташованим у людей на короткому плечі 13-ї хромосоми. Довжина поліпептидного ланцюга білка становить 226 амінокислот, а молекулярна маса — 26 215.
| 10         |  | 20         |  | 30         |  | 40         |  | 50         |
| ---------- |  | ---------- |  | ---------- |  | ---------- |  | ---------- |
| MDWGTLQTIL |  | GGVNKHSTSI |  | GKIWLTVLFI |  | FRIMILVVAA |  | KEVWGDEQAD |
| FVCNTLQPGC |  | KNVCYDHYFP |  | ISHIRLWALQ |  | LIFVSTPALL |  | VAMHVAYRRH |
| EKKRKFIKGE |  | IKSEFKDIEE |  | IKTQKVRIEG |  | SLWWTYTSSI |  | FFRVIFEAAF |
| MYVFYVMYDG |  | FSMQRLVKCN |  | AWPCPNTVDC |  | FVSRPTEKTV |  | FTVFMIAVSG |
| ICILLNVTEL |  | CYLLIRYCSG |  | KSKKPV     |  |            |  |            |

A: Аланін

C: Цистеїн

D: Аспарагінова кислота

E: Глутамінова кислота

F: Фенілаланін

G: Гліцин

H: Гістидин

I: Ізолейцин

K: Лізин

L: Лейцин

M: Метіонін

N: Аспарагін

P: Пролін

Q: Глутамін

R: Аргінін

S: Серин

T: Треонін

V: Валін

W: Триптофан

Локалізований у клітинній мембрані, мембрані, клітинних контактах.